# Obrium hainanum
Obrium hainanum là một loài bọ cánh cứng trong họ Cerambycidae.